# جو ناش
جو نـاش (بالإنجليزية: Joe Nash)‏ هو لاعب كرة قدم أمريكية أمريكي، ولد في 11 أكتوبر 1960 في بوسطن في الولايات المتحدة.

## وصلات خارجية
- جو نـاش على موقع مرجع كرة القدم المحترفة.كوم (الإنجليزية)